# Grand Prix Hassan II 2015
Grand Prix Hassan II 2015 byl tenisový turnaj pořádaný jako součást mužského okruhu ATP World Tour, který se hrál v areálu Complexe Al Amal na otevřených antukových dvorcích. Konal se mezi 6. až 12. dubnem 2015 v marocké Casablance jako 31. ročník turnaje.
Turnaj s rozpočtem 439 405 eur patřil do kategorie ATP World Tour 250. Nejvýše nasazeným hráčem ve dvouhře se stal dvácátý pátý tenista světa a obhájce titulu Guillermo García-López ze Španělska, který po volném losu vypadl ve druhém kole s Maročanem Laminem Ouahabem.
Třetí singlovou trofej na okruhu ATP Tour získal Slovák Martin Kližan. Deblovou soutěž ovládla australsko-kanadská dvojice Rameez Junaid a Adil Shamasdin.

## Mužská dvouhra

### Nasazení
| Stát                           | Hráč                   | ATP | Nasazení |
| ------------------------------ | ---------------------- | --- | -------- |
| Španělsko                      | Guillermo García-López | 25. | 1.       |
| Slovensko                      | Martin Kližan          | 41. | 2.       |
| Česko                          | Jiří Veselý            | 48. | 3.       |
| Španělsko                      | Marcel Granollers      | 50. | 4.       |
| Španělsko                      | Pablo Carreño Busta    | 54. | 5.       |
| Rakousko                       | Andreas Haider-Maurer  | 56. | 6.       |
| Kazachstán                     | Michail Kukuškin       | 57. | 7.       |
| Argentina                      | Diego Schwartzman      | 61. | 8.       |
| Žebříček ATP k 23. březnu 2015 |                        |     |          |

### Jiné formy účasti
Následující hráči obdrželi divokou kartu do hlavní soutěže:
- Nicolás Almagro
- Yassine Idmbarek
- Lamine Ouahab

Následující hráči postoupili z kvalifikace:
- Aljaž Bedene
- Taró Daniel
- Arthur De Greef
- Paul-Henri Mathieu

### Odhlášení
před zahájením turnaje
- Ivo Karlović → nahradil jej Máximo González
- Adrian Mannarino → nahradil jej Tobias Kamke
- João Sousa → nahradil jej Robin Haase
- Dominic Thiem → nahradil jej Dustin Brown

### Skrečování
- Marcel Granollers
- Michail Kukuškin

## Mužská čtyřhra

### Nasazení
| Stát                                                                      | Hráč            | Stát        | Hráč          | ATP  | Nasazení |
| ------------------------------------------------------------------------- | --------------- | ----------- | ------------- | ---- | -------- |
| Indie                                                                     | Rohan Bopanna   | Rumunsko    | Florin Mergea | 44.  | 1.       |
| Německo                                                                   | Andre Begemann  | Rakousko    | Julian Knowle | 85.  | 2.       |
| Argentina                                                                 | Máximo González | Nizozemsko  | Robin Haase   | 104. | 3.       |
| USA                                                                       | Nicholas Monroe | Nový Zéland | Artem Sitak   | 117. | 4.       |
| Žebříček ATP k 23. březnu 2015; číslo je součtem umístění obou členů páru |                 |             |               |      |          |

### Jiné formy účasti
Následující páry obdržely divokou kartu do hlavní soutěže:
- Mehdi Jdi /  Max Mirnyj
- Lamine Ouahab /  Younès Rachidi

## Přehled finále

### Mužská dvouhra
- Martin Kližan vs.  Daniel Gimeno Traver, 6–2, 6–2

### Mužská čtyřhra
- Rameez Junaid /  Adil Shamasdin vs.  Rohan Bopanna /  Florin Mergea, 3–6, 6–2, [10–7]